# Le Val-Saint-Germain
Le Val-Saint-Germain  [lǝ val sɛ̃ ʒɛʁmɛ̃] je francouzská obec v departementu Essonne v regionu Île-de-France. V obci se nachází kostel svatého Germana z Paříže.

## Poloha
Obec Le Val-Saint-Germain se nachází asi 38 km jihozápadně od Paříže. Obklopují ji obce Vaugrigneuse na severu, Saint-Maurice-Montcouronne na severovýchodě a na východě, Saint-Chéron na jihovýchodě, Sermaise na jihu, Roinville na jihozápadě, Saint-Cyr-sous-Dourdan na západě a Angervilliers na severozápadě.

## Vývoj počtu obyvatel
Počet obyvatel

## Zajímavost
Na zdejším hřbitově je pohřben herec Lino Ventura.